# Мумия: Древнее зло
«Мумия: Древнее зло» (англ. Ancient Evil: Scream of the Mummy) — американский малобюджетный фильм ужасов 1999 года. Фильм вышел примерно в то же время, что и высокобюджетный фильм Стивена Сомерса «Мумия», и является его мокбастером.

## Сюжет
Накануне сенсационной археологической выставки престижному американскому колледжу удается получить для исследований уникальную ацтекскую мумию, найденную в районе Мехико. Погрузившись в атмосферу древних тайн, профессор Сайферс и шестеро студентов узнают, что перед ними прислужник Великого Жреца Тлалока, бога дождя, и одновременно — зловещего властителя языческого мира мертвых.
Когда-то покорный слуга помогал своему могущественному господину вершить страшные, кровавые ритуалы. призванные приблизить конец света. Правда, молодые люди не верят в предрассудки, они уверены — мумия бессильна, ведь Великий Жрец остался в далеком прошлом. Этой же ночью, когда за окнами будет бушевать гроза и весь мир погрузится во мрак, им предстоит узнать, как они заблуждались…

## В ролях
- Профессор Са́йферс (Бренда Блонделл) — женщина-археолог, изучающая мумию. Стала её первой жертвой.
- Дон (Джефф Питерсон) — серьёзный, здравомыслящий и уравновешенный.
- Мо́ррис (Майкл Лутц) — красавчик, бездельник и шалопай, которого даже собственные приятели считают законченным придурком. Действует под влиянием минутного порыва, не задумываясь о последствиях. Чтобы произвести впечатление на Жанин, похищает амулет с руки мумии, положив тем самым начало череде кровавых событий. Убит мумией в комнате Жанин.
- Но́рман (Трент Лэтта) — неловкий и стеснительный; Моррис постоянно третирует и высмеивает его, другие студенты защищают его от нападок, но сами относятся к нему покровительственно. Однако внешность Нормана обманчива…
- Сте́йси (Ариона Олбрайт) — очень благонравная и «правильная». Ждёт своего «прекрасного принца». Симпатизирует Норману.
- Арла́ндо (Расселл Ричардсон) — весёлый и общительный парень. Отправившись на поиски Морриса и Жанин, обнаружил их трупы, а затем тоже был убит.
- Жани́н (Мишель Эриксон) — подруга Стейси, хорошенькая и легкомысленная девушка. Приняв предложение Морриса, приходит к нему на свидание в музей, где была убита мумией, пока Морис искал на кухне выпивку.
- Скотт (Кристофер Каллен) — парень Стейси. Приехал, чтобы встретиться с ней, и был убит мумией у неё на глазах.
- Мумия (Энтон Фолк)

## Художественные особенности
Мумию играет актёр, загримированный и закутанный в бинты. Компьютерных спецэффектов в картине не используется. Из-за небольшого бюджета фильм не может похвастать высоким уровнем постановки. Что же касается фабулы, то перед нами классический слэшер, только в качестве убийцы выступает не безумный маньяк, а ожившая мумия.